# Египатско демотско писмо
Египатско демотско писмо или египатско демотичко писмо (од грч.  — „народни“), је посебно староегипатско писмо, које представља касни и поједностављени курзивни облик хијератскога писма, а развило се од северних облика овог писма коришћеног у Делти Нила. У почетку је био службено, а касније опште прихваћено писмо. Стари Египћани су га називали „писање докумената“, а Климент из Александрије ἐπιστολογραφική — „писање писама“.
Израз је први употребио грчки историчар Херодот, разликујући га од хијератског и хијероглифа.
Постоје три етапе демотског писма:
- рано (саиско и пресијско) демотско писмо (650. - 400. п. н. е.) које се развило у Доњем Египту, под фараоном Амасисом заменило хијератско и хијероглифско као службено писмо;
- средње (птолемејско) демотско писмо (400. - 30. п. н. е.) углавном је коришћено у религијске сврхе
- касно (римско) демотско писмо (30. п. н. е. - 452) када се повлачи из јавне употребе.

## Демотска хроника
Демотска хроника је папирус, писан демотским писмом, који је битан за историју 29. и 30. династије. Ова хроника садржи псеудопророчанства и омогућава реконструкцију политичких догађаја из тог времена.